# Idomene antarctica
Idomene antarctica är en kräftdjursart som först beskrevs av Giesbrecht 1902.  Idomene antarctica ingår i släktet Idomene och familjen Thalestridae. Inga underarter finns listade i Catalogue of Life.